# James Bay
James Michael Bay (Hitchin, Inglaterra, 4 de septiembre de 1990) es un cantante y compositor británico. Empezó a ser ampliamente conocido por sus sencillos «Let It Go» y «Hold Back the River» que tuvieron éxito en varias listas musicales en 2015, incluyendo el listado de sencillos de Australia y Reino Unido, donde ingresaron entre las 10 principales y tuvieron además éxito en ventas. «Hold Back the River» rebasó el millón de copias en Reino Unido, por lo que se convirtió en un sencillo superventas en ese país. Su reputación aumentó en Estados Unidos a principios del año 2016, después de recibir tres nominaciones al Grammy, entre las que incluye mejor artista nuevo, y «Let It Go» pasó a ser su obra más notable en referido país, luego de ingresar entre las 20 principales del Billboard Hot 100 y sobrepasó el millón de unidades vendidas.
El primer álbum de Bay, Chaos and the Calm (2015), también tuvo éxito en ventas y en la mayoría de las listas musicales, y figuró como el quinto álbum más vendido en Reino Unido en 2015, año en el que ganó el galardón elección de los críticos en los Brit Awards, y posteriormente fue reconocido como artista masculino británico en 2016. A fecha de febrero de 2016, Bay había vendido 2.67 millones de copias entre álbumes y sencillos en Reino Unido.

## Biografía

### Infancia
James Bay es el segundo hijo de Nick, un comerciante de vinos y Jill quien era ama de casa y trabajaba por temporadas como ilustradora de modas, nació el 4 de septiembre de 1990 en la ciudad inglesa de Hitchin, donde se crio junto con su hermano mayor Alex, quien también es músico. Bay estudió en la Hitchin Boys' School. A los once años, luego de escuchar la canción «Layla» de Eric Clapton, le pidió a su padre que mandara arreglar una guitarra clásica española que tenía abandonada en el armario y comenzó a tocar el instrumento. Para perfeccionar su habilidad, buscó guías en Internet y vídeos en YouTube, y entre los trece y catorce años, empezó a realizar actuaciones musicales en público con su hermano Alex y su mejor amigo Tom Peel, quien posteriormente se convirtió en el bajista de Bay al saltar a la fama. En 2005, formaron una banda llamada The Jet Kings, cuyo repertorio consistía en canciones de Jet y Kings of Leon, de quienes provino el nombre del grupo, la cual más adelante cambiaría su nombre a Roadrunner, de la que James formó parte hasta el 2009, año en que James se mudó a Brighton a estudiar música.

### Traslado a Brighton
A los dieciocho años, tomó la decisión de trasladarse a Brighton para recibir clases de guitarra en el Brighton Institute of Modern Music. El ambiente musical con que Bay entró en contacto en Brighton era de su agrado y durante sus tres años de estancia en la ciudad, tocó en las noches de micrófono abierto en varios bares. Sus actuaciones eran muy bien recibidas por el público, quienes constantemente le sugerían mudarse a Londres para tener más oportunidades. Estimulado por los consejos del público, Bay se trasladó a la capital británica en 2012 y una noche, realizó un espectáculo musical en un restaurante llamado The Abbey Tavern en el área de Kentish Town donde interpretó tres canciones. Un camarógrafo que grabó toda la actuación acordó con el artista publicar un videoclip de la balada «Move Together» en YouTube. Bay regresó a su ciudad natal y trabajó en dos bares, pero lo despidieron. Cerca de los dos meses de haberse subido el vídeo a YouTube, fue descubierto por un cazatalentos del sello Republic Records, quien impresionado por la actuación, contactó con Bay para acordar un encuentro en Nueva York. El artista viajó a Estados Unidos y a principios de 2013 firmó un contrato de grabación, y luego tuvo la oportunidad de trabajar con el productor Jacquire King, quien se sintió atraído por su hermosa voz y no solo lo ayudó a mejorar un par de demos, sino también a desarrollar su propio estilo y sonido.
En julio de 2013, Bay puso en venta su primer disco EP, The Dark of the Morning, aunque sin éxito, y en octubre, se embarcó en su primera serie de conciertos por Estados Unidos con la banda The Wild Feathers. Asimismo realizó actuaciones musicales por Reino Unido para promocionar a su EP debut. En 2013, Bay fue el telonero para la banda Rolling Stones en el Hyde Park en Londres. El artista también contó con el apoyo de ZZ Ward, Kodaline, Tom Odell, John Newman y Beth Orton, quienes le dieron la oportunidad de promover sus obras como telonero en sus giras de conciertos por varias ciudades británicas. Durante parte de 2013 y 2014, grabó su álbum debut en Nashville con Jacquire King, obra que Associated Press describió como «una aventura de rock que explora elementos de la música indie rock, soft rock, americana, folk, blues y pop rock».

### Ascenso a la fama

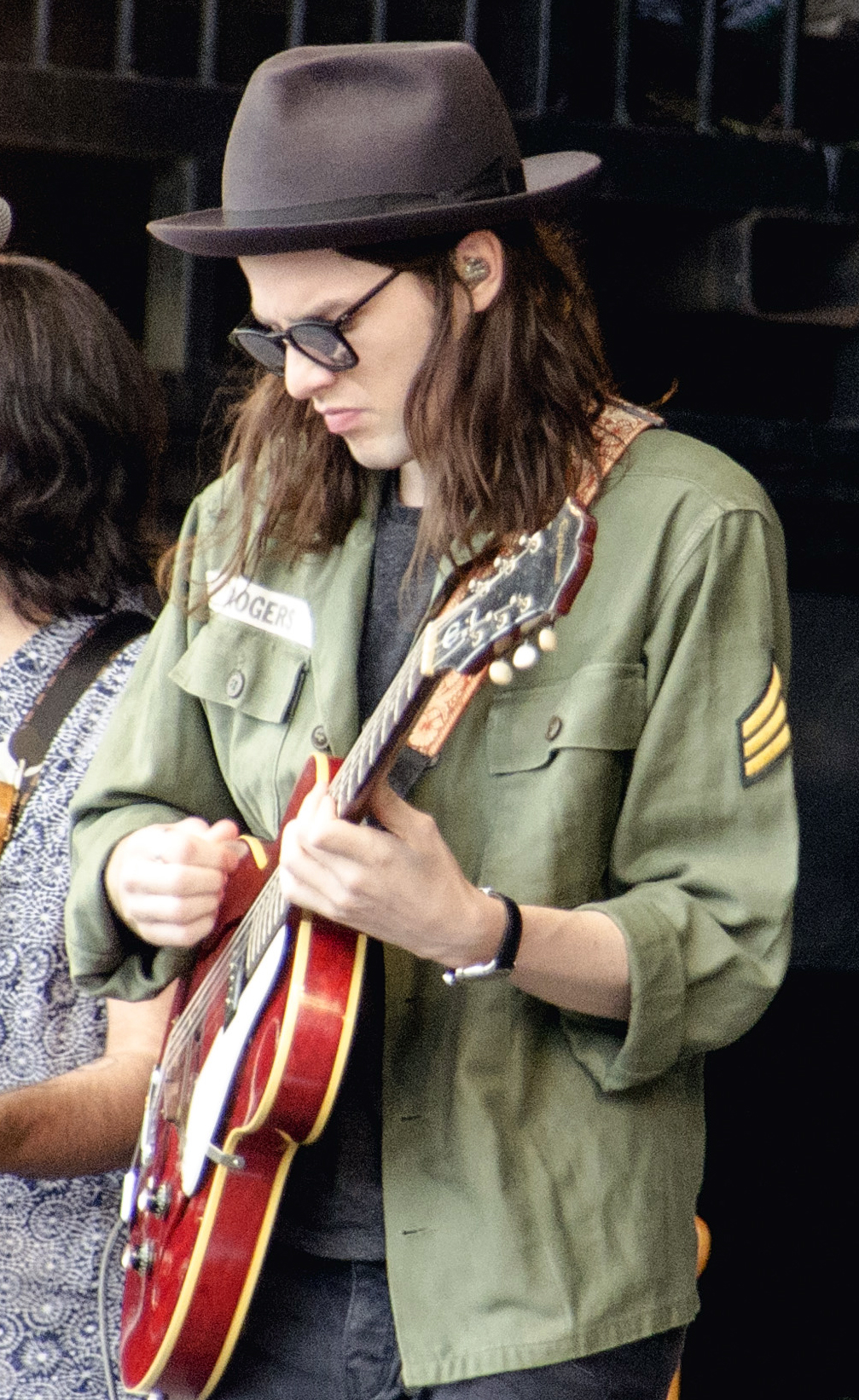
Bay actuando en el Festival de Glastonbury en junio de 2015.

A mediados de mayo de 2014, Bay lanzó su segundo EP, Let It Go, e ingresó en los primeros puestos en la lista de ventas digitales en iTunes, al igual que el sencillo que da nombre al álbum. Bay obtuvo mayor atención del público europeo a mediados de septiembre de 2014, luego de ocupar el lugar de Lana Del Rey en el espectáculo Live Lounge de Fearne Cotton de BBC Radio 1. «Let It Go», una de las canciones que interpretó en ese concierto, se hizo popular rápidamente en Twitter y Shazam, y supuso el salto a la fama a Bay en su país natal. La canción consiguió el puesto 10 en la lista de sencillos británica y recibió la certificación de platino por el equivalente, sumando streaming y ventas, a seiscientas mil copias en Reino Unido por la British Phonographic Industry (BPI). «Let It Go» también alcanzó notoriedad en Australia, al situarse en la octava posición entre los 10 mejores puestos de la lista de sencillos australiana, y por sus altas ventas, obtuvo la certificación de triple platino por la Australian Recording Industry Association (ARIA). Después de dos años de su publicación, «Let It Go» se convirtió en un éxito comercial en Estados Unidos, donde vendió más de 1.2 millón de ejemplares en diversos formatos y en reconocimiento la Recording Industry Association of America (RIAA) lo premió platino. «Let It Go» no solo es notorio en Estados Unidos por sus altas ventas, sino también por haber ingresado en el decimosexto puesto entre las 20 principales del Billboard Hot 100. Asimismo, obtuvo posiciones favorables entre las diez más populares en otras listas de Billboard, como la lista de canciones pop, en la que consiguió la posición número 8, y se mantuvo entre los diez mejores puestos por cinco semanas, «una hazaña notable en un formato conocido principalmente por canciones optimistas, no por baladas», escribió el periodista Gary Trust, de la misma revista Billboard. Gary Spangler, vicepresidente ejecutivo de promoción del sello Republic Records, opinó que las tres nominaciones de Bay al Grammy de 2016, les sirvieron para establecer firmemente la reputación del cantante en la radio de música pop de Estados Unidos, país en el que empezó a ser conocido a raíz de la publicación de sus primeros sencillos en 2014.
Bay actuó como telonero de Hozier en veintidós conciertos de su gira por Norteamérica, que inició el 29 de agosto y culminó el 6 de noviembre de 2014, mes en el que publicó su tercer EP, Hold Back the River, junto con un sencillo del mismo nombre, coescrito por el mismo intérprete con Iain Archer y producido por este último. «Hold Back the River», tema principal del que consta el EP, se convirtió en un éxito en diferentes países de Europa, como Alemania, Italia, Suecia e Irlanda. En la patria del intérprete, fue especialmente popular, al situarse en el segundo lugar entre las 10 primeras de la lista de sencillos británica y, vendió más de 1.2 millón de copias, por lo que figura como uno de los sencillos con más éxito en ventas en Reino Unido de la década de 2010. «Hold Back the River» fue la séptima canción más vendida en el territorio británico en el primer semestre de 2015 y la octava al finalizar el año. La notoriedad de «Hold Back the River» en los países oceánicos también fue buena, al ingresar en la posición 4 del ranquin de sencillos australiano, su primer tema entre las 5 principales de dicho listado, y al ser certificada triple platino por sus ventas. En Estados Unidos, consiguió posiciones favorables en varias listas musicales de la revista Billboard, y en reconocimiento a sus copias vendidas recibió la certificación de oro por parte de la RIAA. Bay hizo su debut en la televisión estadounidense en el programa Late Night with Seth Meyers en diciembre de 2014, y para inicios de 2015, fue galardonado como la elección de los críticos en los Brit Awards, y por otro lado quedó como el segundo finalista de la encuesta Sound of 2015 de la BBC, solo detrás de Years & Years.
El álbum debut de Bay Chaos and the Calm, inspirado en los cambios dramáticos de vida que sufrió el intérprete con la fama y un amorío, se estrenó a finales de marzo de 2015, y tuvo un gran éxito en Reino Unido, donde ingresó en el puesto 1 en la lista de álbumes. Chaos and the Calm figuró como el álbum de ventas más rápidas de un artista nuevo de 2015 en su semana de estreno  y apareció como el quinto álbum más vendido del año en Reino Unido, y el décimo en los premios seis meses de 2016. La obra superó los setecientos cuarenta y cinco mil ejemplares vendidos y por sus ventas altas en Reino Unido, recibió la certificación de doble platino por la BPI. Chaos and the Calm también fue recibido con gran entusiasmo en otros países europeos como Austria, Irlanda, Dinamarca, Suecia y Alemania. En este último, vendió más de cien mil ejemplares, por lo que recibió la certificación de oro e ingresó en el puesto tres entre las 10 principales del listado de popularidad de álbumes alemán, al igual que en Australia, donde también se vendió exitosamente. En Estados Unidos obtuvo el puesto 15 del listado principal Billboard 200, y tuvo aún mejores posiciones en otras listas de Billboard por géneros musicales, y gracias a la aparición del artista en los Grammy de 2016, tuvo su mayor auge en ventas, superando las 219 000 copias, y en reconocimiento a ellas la RIAA le otorgó la certificación de oro. Aunque Chaos and the Calm en sí fue un éxito en ventas, recibió reseñas con división de opiniones y, mientras algunas críticas fueron favorables, otras como las de las periodistas británicas Tshepo Mokoena, del periódico The Guardian, y Helen Brown, de The Telegraph, se mostraron displicentes. La última de estas, escribió que la obra es «fatigante» y llamó a Bay un «músico mediocre». A su vez, cuestionó la decisión de los periodistas británicos que le otorgaron el reconocimiento elección de los críticos en los Brit Awards de 2015. Por su parte Tshepo Mokoena, a pesar de que eligió las canciones de Chaos and the Calm como «himnos agradables», comentó que son «fáciles de olvidar», pero sin dudas de que Bay es un gran guitarrista, compositor y cantante con una bendecida voz ronca bastante expresiva. Bay se embarcó en una gira internacional en septiembre de 2015, presentando las canciones de Chaos and the Calm por Europa, Norteamérica y Oceanía, y finalizó en 2016.

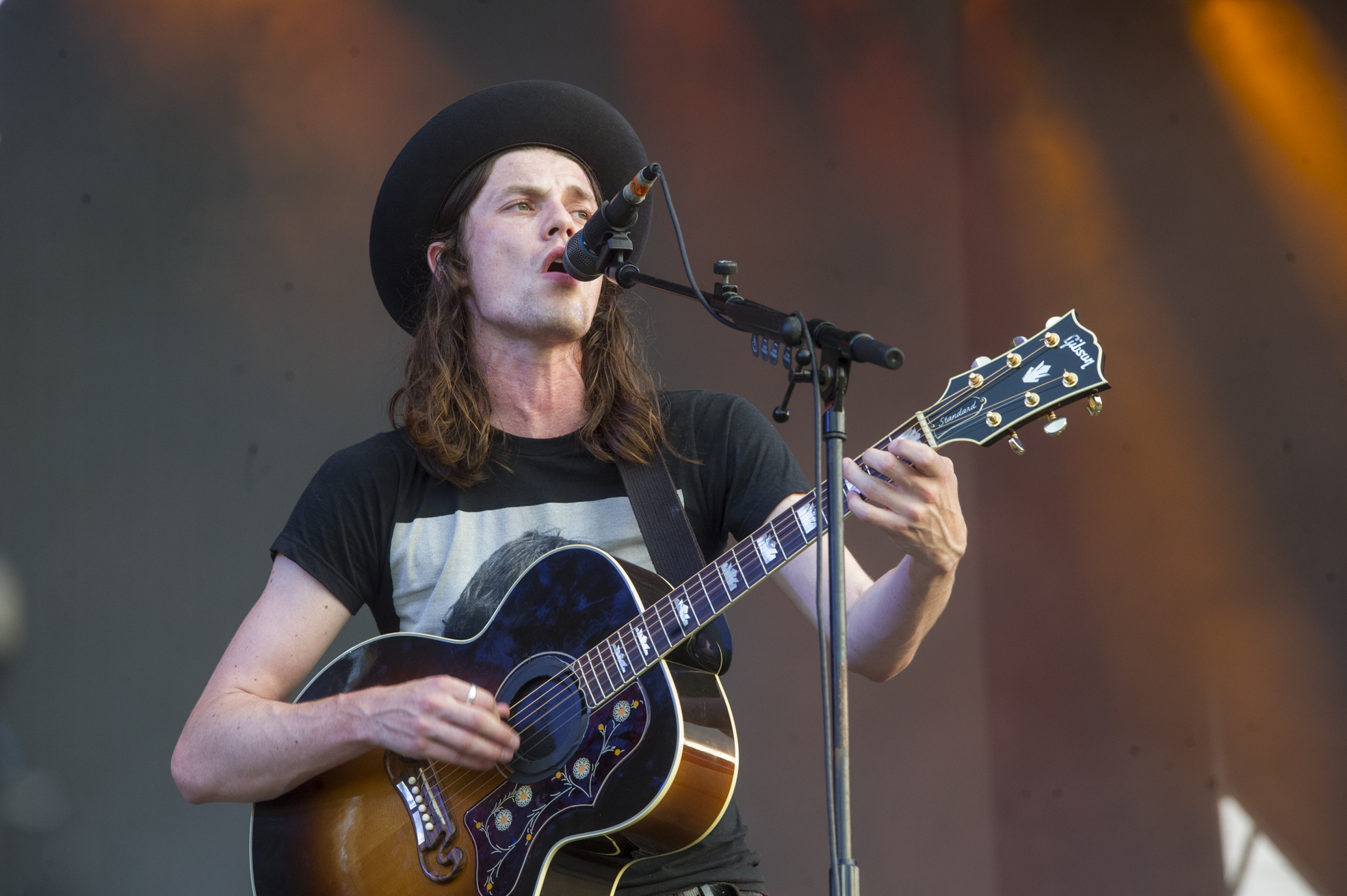
Bay en un espectáculo en Gibraltar en septiembre de 2015.

En junio de 2015, Bay llevó a cabo una serie de presentaciones en su patria como telonero de la etapa europea de la gira musical «The 1989 World Tour» de Taylor Swift, iniciada el 19 en Alemania y finalizada el 30 del mismo mes en Irlanda. En junio también actuó en el festival de Glastonbury en Inglaterra, e hizo su primera aparición en el programa estadounidense The Tonight Show Starring Jimmy Fallon con el tema «Hold Back the River». A finales de agosto, lanzó «Scars» como el tercer sencillo de Chaos and the Calm, y no fue demasiado bien recibido por el público británico; sin embargo, en Australia pasó a ser el tercer tema de Bay que ingresó en la lista de sencillo australiana. Para agosto, Bay estuvo nominado a un premio MTV Video Music Awards 2015 como artista para vigilar por el videoclip de «Hold Back the River», pero sin buenos resultados. Asimismo, en los MTV Europe Music Awards 2015, optó a los galardones mejor artista nuevo y mejor artista «push»; sin embargo, perdió ambos premios ante Shawn Mendes, y en los Aria Music Awards de 2015 al mejor artista internacional. Para fines de 2015 realizó una presentación en el concierto Big Music in 2015: You Oughta Know de la VH1 en Nueva York, cantó en el programa The Late Late Show with James Corden, y fue anunciado candidato a tres premios Grammy, en las categorías mejor artista nuevo, mejor canción de rock por «Hold Back the River» y mejor álbum de rock por Chaos and the Calm. En referida ceremonia, que se llevó a cabo en febrero de 2016, hizo un dueto con Tori Kelly de sus temas «Let It Go» y «Hollow», y pocos días después, tocó «Hold Back the River» y «Love Yourself» con Justin Bieber en los Brit Awards 2016, donde ganó el premio artista masculino británico. Además, optó a los galardones artista revelación británico, sencillo británico por «Hold Back the River» y álbum británico del año por Chaos and the Calm. En los Ivor Novello Awards ganó el premio a la canción más interpretada por «Hold Back the River» y el galardón mejor artista revelación internacional en los Echo Music Awards 2016. En marzo de 2016, salió a la venta «Best Fake Smile» como un sencillo de su primer álbum, pero aún menos éxito tuvo en Reino Unido, al ingresar entre las 60 primeras posiciones del listado de sencillos de referido país. Ese mismo mes, grabó otra versión de la canción de lujo «Running» y la publicó en iTunes. Por cada unidad vendida donó 54 centavos al evento de caridad «Sport Relief» de Comic Relief. En la ceremonia de los American Music Awards 2016, a fines de año, Bay tocó su canción de éxito «Let It Go» y contó con buenos comentarios de los periodistas musicales Chris Payne, de Billboard, y Maggie Pehanick, de PopSugar, quienes opinaron que fue una actuación emotiva y destacaron su destreza vocal.

### Vida personal
En octubre de 2021 le dio la bienvenida a su primera hija, Ada Violet Bay, junto a su pareja Lucy Smith. En agosto de 2022, James y Lucy se casaron, tras haber mantenido una relación desde que ambos tenían 16 años.  

## Influencias
| «Michael Jackson. Él creó algunos de los momentos más grandes sobre el escenario. "Man in the Mirror" en vivo en 1988 debe haber sido una de las mejores experiencias en la música pop sin duda. Así que sí, todo eso me inspira». —Respuesta de Bay a la pregunta «¿Hay alguien que sorprendentemente influye en tu música?» de la reportera Michelle McGahan, de PopCrush. |

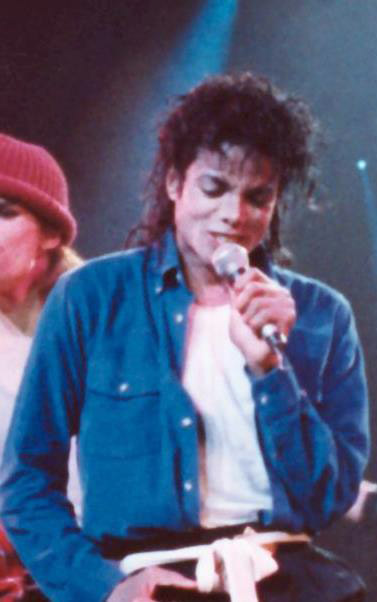
Michael Jackson es uno de los artistas que ha influenciado a Bay.

Bay afirma que ha sido influenciado por varios géneros musicales como el rock and roll, el folk, soul y pop, entre otros. Cuenta que desde muy joven comenzó a escuchar los discos de Bruce Springsteen y los Rolling Stones que sus padres tenían en casa, y que también era muy aficionado a Michael Jackson; recuerda que el primer material discográfico que compró fue The Real Slim Shady de Eminem. A los once años, la canción «Layla» de Eric Clapton lo inspiró a tocar la guitarra. El artista también cita como influencia a Bob Dylan, Carole King, Rolling Stones, Stevie Wonder, los Beatles, Ray LaMontage y Ben Howard.
Bay firma ser «un gran entusiasta de Beyoncé [y] Justin Timberlake». Alega que Justified (2003) «fue [un disco] genial» y que  The 20/20 Experience (2013) «es realmente bueno» y reconoció sentirse muy atraído por «Mirrors». Asimismo relata que el espectáculo de medio tiempo del Super Bowl que realizó Bruno Mars lo inspiró.

## Estilo

### Musical y voz
Bay es un intérprete de música folk rock, soul e indie rock, géneros que escucha desde niño. En 2015, Tim Lewis del periódico The Guardian escribió que las «melodías [de Bay] oscilan entre himnos gruñón y baladas delicados que se elevan hacia el registro de falsete». Al inicio de su carrera en 2014, los medios de comunicación comparaban mucho a Bay con los cantantes británicos Ed Sheeran y Sam Smith, tanto por el éxito de su carrera musical como por sus composiones inspiradas en relaciones fracasadas. Bay tiene una voz de tenor.

## Discografía
- Chaos and the Calm (2015)
- Electric Light   (2018)
- Oh My Messy Mind [EP]  (2019)
- Leap (2022)
- Changes All The Time (2024)

## Giras musicales
Anfitrión
- «Chaos and Calm Tour» (2015-16)

Telonero
- «The 1989 World Tour» (2015, Taylor Swift) [54]

## Premios y nominaciones

### Aria Music Awards
| Año  | Nominado  | Galardón                                             | Resultado | Ref.   |
| ---- | --------- | ---------------------------------------------------- | --------- | ------ |
| 2015 | James Bay | Mejor artista internacional (por Chaos and the Calm) | Nominado  | [ 61 ] |

### Brit Awards
| Año  | Nominado              | Galardón                     | Resultado | Ref.  |
| ---- | --------------------- | ---------------------------- | --------- | ----- |
| 2015 | James Bay             | Elección de los críticos     | Ganador   | [ 9 ] |
| 2016 | James Bay             | Artista revelación británico | Nominado  | [ 5 ] |
| 2016 | James Bay             | Arista masculino británico   | Ganador   | [ 5 ] |
| 2016 | «Hold Back the River» | Sencillo británico           | Nominado  | [ 5 ] |
| 2016 | Chaos and the Calm    | Álbum británico del año      | Nominado  | [ 5 ] |

### Echo Awards
| Año  | Nominado  | Galardón                              | Resultado | Ref.          |
| ---- | --------- | ------------------------------------- | --------- | ------------- |
| 2016 | James Bay | Mejor artista masculino internacional | Nominado  | [ 80 ] [ 81 ] |
| 2016 | James Bay | Mejor artista nuevo internacional     | Ganador   | [ 80 ] [ 81 ] |

### Grammy Awards
| Año  | Nominado              | Galardón              | Resultado | Ref.   |
| ---- | --------------------- | --------------------- | --------- | ------ |
| 2016 | James Bay             | Mejor artista nuevo   | Nominado  | [ 65 ] |
| 2016 | «Hold Back the River» | Mejor canción de rock | Nominado  | [ 65 ] |
| 2016 | Chaos and the Calm    | Mejor álbum de rock   | Nominado  | [ 65 ] |

### GQAwards
| Año  | Nominado  | Galardón           | Resultado | Ref.   |
| ---- | --------- | ------------------ | --------- | ------ |
| 2015 | James Bay | Solista revelación | Ganador   | [ 82 ] |

### Ivor Novello Awards
| Año  | Nominado              | Galardón              | Resultado | Ref.   |
| ---- | --------------------- | --------------------- | --------- | ------ |
| 2016 | «Hold Back the River» | Obra más interpretada | Ganador   | [ 68 ] |

### MTV Video Music Awards
| Año  | Nominado  | Galardón                                             | Resultado | Ref.   |
| ---- | --------- | ---------------------------------------------------- | --------- | ------ |
| 2016 | James Bay | Mejor artista revelación (por «Hold Back the River») | Nominado  | [ 57 ] |

### MTV Europe Music Awards
| Año  | Nominado  | Galardón            | Resultado | Ref.   |
| ---- | --------- | ------------------- | --------- | ------ |
| 2015 | James Bay | Mejor artista nuevo | Nominado  | [ 60 ] |
| 2015 | James Bay | Mejor artista push  | Nominado  | [ 60 ] |

### QAwards
| Año  | Nominado  | Galardón            | Resultado | Ref.   |
| ---- | --------- | ------------------- | --------- | ------ |
| 2015 | James Bay | Mejor artista nuevo | Ganador   | [ 83 ] |
| 2016 | James Bay | Mejor solista       | Ganador   | [ 84 ] |

## Publicaciones consultadas
- Billboard (2 de enero de 2016). Grammys 2016 Preview: What You Need to Know About Best New Artist Nominees From Courtney Barnett to James Bay. 39 (en inglés) 127. Nueva York: Prometheus Global Media. Consultado el 9 de enero de 2016.